# Guilherme de Sousa
Guilherme de Sousa é um quadrinista brasileiro. Formado em Cinema no Rio de Janeiro, trabalhou em produtoras e estúdios de animação e com ilustração de livros infantis. Começou a trabalhar com histórias em quadrinhos em 2013, com a HQ independente Quer Dançar?. Foi indicado diversas vezes ao Troféu HQ Mix, tendo vencido na categoria "melhor publicação de humor" em 2017 com o romance gráfico A Última Bailarina Contra-Ataca. Guilherme também é autor da HQ muda FIFO, LEO, Cansei de ser Monstro, e Você Não Me Conhece. Também é membro fundador do coletivo de artistas independentes Korja dos Quadrinhos.